# Штаймле, Янник
Янник Штаймле (нем. Jannik Steimle); (род. 4 апреля 1996, Вайльхайм-ан-дер-Тек) — немецкий профессиональный шоссейный велогонщик, выступающий с 2020 года за команду мирового тура «Deceuninck-Quick Step».

## Достижения
2016
1-й Хорватия — Словения
2018
Крейз Брейз Элит
1-й   — Горная классификация
1-й — Этап 2
3-й Тур Париж - Аррас — Генеральная классификация
1-й  — Молодёжная классификация
4-й Тур Южной Богемии — Генеральная классификация
1-й   — Горная классификация
1-й — Этап 5
5-й Гран-при Изолы
6-й Флеш дю Сюд — Генеральная классификация
1-й   — Горная классификация
8-й Тур Кёльна
2019
1-й  Тур Верхней Австрии — Генеральная классификация
1-й — Этап 1
1-й Чемпионат Фландрии
1-й — Пролог и Этап 5 Тур Австрии
1-й — Этап 4 Флеш дю Сюд
3-й Szlakiem Grodów Piastowskich — Генеральная классификация
1-й — Этап 1a  (ИГ)
5-й Grand Prix International de Rhodes